# Philodromus punctatissimus
Philodromus punctatissimus es una especie de araña cangrejo del género Philodromus, familia Philodromidae. Fue descrita científicamente por Roewer en 1962.

## Distribución
Esta especie se encuentra en Afganistán.